# Molophilus (Molophilus) pictitibia
Molophilus (Molophilus) pictitibia is een tweevleugelige uit de familie steltmuggen (Limoniidae). De soort komt voor in het Palearctisch gebied.